# Saint-Privat-du-Dragon
Saint-Privat-du-Dragon è un comune francese di 174 abitanti situato nel dipartimento dell'Alta Loira della regione dell'Alvernia-Rodano-Alpi.

## Società

### Evoluzione demografica
Abitanti censiti